# Witte heek
De witte heek (Urophycis tenuis) is een straalvinnige vis uit de familie van Phycidae en behoort derhalve tot de orde van kabeljauwachtigen (Gadiformes). De vis kan een lengte bereiken van 133 cm. De hoogst geregistreerde leeftijd is 10 jaar. 

## Leefomgeving
Urophycis tenuis is een zoutwatervis. De vis prefereert een gematigd klimaat en leeft hoofdzakelijk in de Atlantische Oceaan. De diepteverspreiding is 0 tot 980 m onder het wateroppervlak. 

## Relatie tot de mens
Urophycis tenuis is voor de visserij van groot commercieel belang. In de hengelsport wordt er weinig op de vis gejaagd. 